# Nortia cavicollis
Nortia cavicollis är en skalbaggsart som beskrevs av Thomson 1864. Nortia cavicollis ingår i släktet Nortia och familjen långhorningar.
Artens utbredningsområde är Filippinerna. Inga underarter finns listade i Catalogue of Life.